# طلبيرة

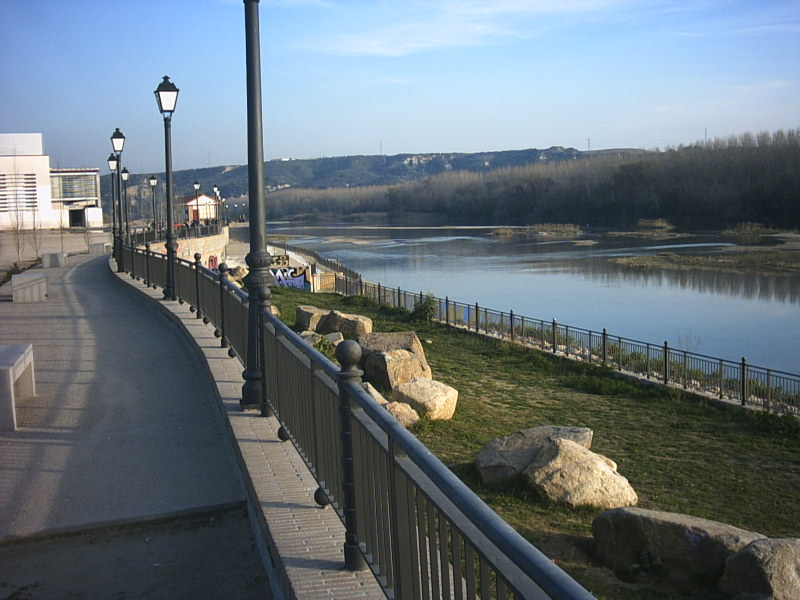
نهر التاجة عند مروره بالمدينة

طَلَبَيْرَة مدينة إسبانية تقع في مقاطعة طليطلة من منطقة قشتالة و المنشف على ضفة نهر التاجة.

## توأمة
لطلبيرة اتفاقيات توأمة مع كل من:
- رادوم
- مدينة بويبلا
- سانتياغو ديل استيرو
- فاينزا (25 أكتوبر 1986 - )[11]
- ولاية بويبلا
- بلاسينثيا

## أعلام
- خورخي بوليدو
- خوان دي ماريانا
- ألفارو باوتيستا
- ديفيد أرويو
- إليونور هابسبورغ
- بينيتو إراولا دي سان خوان
- عمروس بن يوسف
- فرناندو دي روخاس
- إليانور دي غوزمان
- مانو تريغيروس

## وصلات خارجية
- الموقع الرسمي للمدينة